# Flarktjärnen (Haverö socken, Medelpad, 693898-146620)
Flarktjärnen är en sjö i Ånge kommun i Medelpad och ingår i Ljungans huvudavrinningsområde. Sjöns area är 0,09 kvadratkilometer och den är belägen 314 meter över havet.